# Virgilio Maroso
 (décembre 2023).
Virgilio Maroso est un footballeur international italien né le 26 juin 1925 à Marostica et mort le 4 mai 1949 à Superga. Il évoluait au poste d'arrière gauche et de défenseur central.

## Biographie

### En club
Formé au Torino, Virgilio Maroso commence sa carrière en prêt sous les couleurs de l'Alessandrie US en 1944,.
En 1945, il débute avec l'équipe première de l'AC Torino,.
Faisant partie du Grande Torino, il remporte quatre titres de Champion d'Italie consécutivement,.
Il meurt lors de la catastrophe aérienne de Superga le 4 mai 1949.
Au total, Maroso dispute 68 rencontres et inscrit 1 but en première division italienne.

### En équipe nationale
International italien, il reçoit 7 sélections pour un but marqué en équipe d'Italie,.
Maroso dispute son premier match le 11 novembre 1945 contre la Suisse en amical (match nul 4-4 à Zurich).
Il joue son dernier match en sélection le 27 février 1949 contre le Portugal toujours en amical (victoire 4-1 à Gênes). Il inscrit un but à cette occasion.

## Palmarès
AC Torino
- Championnat d'Italie (4) :
  - Champion : 1945-46, 1946-47, 1947-48 et 1948-49.